# إريس سينج
إريس سينج (بالبرتغالية: Iris Sing) هي لاعبة تايكوندو برازيلية، ولدت في 21 أغسطس 1990 في البرازيل.

## وصلات خارجية
- إريس سينج على موقع TaekwondoData.com (الإنجليزية)
- إريس سينج على موقع أوليمبيديا (الإنجليزية)
- إريس سينج على موقع اللجنة الأولمبية البرازيلية (البرتغالية)